# Serhij Warłamow
Serhij Wołodymyrowycz Warłamow (ukr. Сергій Володимирович Варламов; ur. 21 lipca 1978 w Kijowie) – ukraiński hokeista, reprezentant Ukrainy, olimpijczyk. Działacz hokejowy.

## Kariera

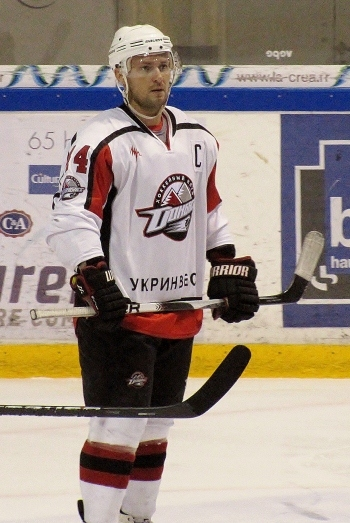
Serhij Warłamow w barwach Donbasu (2012)

- Nelson Maple Leafs (1994–1995)
- Swift Current Broncos (1995–1998)
- Calgary Flames (1997)
- Saint John Flames (1997–1999)
- Calgary Flames (1999)
- Saint John Flames (1999–2001)
- St. Louis Blues (2001–2002)
- Worcester IceCats (2002–2004)
- Manitoba Moose (2004)
- Ak Bars Kazań (2004)
- Sibir Nowosybirsk (2004–2008)
- Siewierstal Czerepowiec (2008)
- SKA Sankt Petersburg (2008–2009)
- Sokił Kijów (2009)
- Dynama Mińsk (2009–2010)
- Budiwelnyk Kijów (2010)
- Dynama Mińsk (2010-2011)
- Donbas Donieck (2010-2014, 2015-2016)

Karierę rozwijał w Ameryce Północnej, gdzie przez wiele lat występował w zespołach z rozgrywek WHL,
CHL, AHL i NHL. W 2004 powrócił do Europy i grał w klubach rosyjskich. Od 2011 zawodnik Donbasu Donieck. W kwietniu 2013 przedłużył kontrakt z klubem o rok. Z uwagi na zaprzestanie działalności Donbasu w połowie 2014, przerwał karierę. Od lipca 2015 ponownie związany kontraktem z Donbasem. Na początku kwietnia ogłosił zakończenie kariery zawodniczej.
Uczestniczył w turniejach mistrzostw świata w 2000, 2003, 2004, 2005 (Elita), 2008, 2009, 2010, 2013, 2014, 2015 (Dywizja I) oraz na zimowych igrzyskach olimpijskich 2002.
W 2016 został dyrektorem wykonawczym Ukraińskiej Hokejowej Ligi. Po rozpadzie tych rozgrywek i utworzeniu UHSL pod koniec 2021 został generalnym dyrektorem tej ligi.

## Sukcesy
Reprezentacyjne
- Awans do MŚ Dywizji I Grupy A: 2013

Klubowe
- Puchar Caldera: 2001 z Saint John Flames
- Puchar Spenglera: 2009 z Dynama Mińsk
- Puchar Kontynentalny: 2013 z Donbasem
- Złoty medal mistrzostw Ukrainy: 2013 z Donbasem Donieck 2 (grał tylko w fazie play-off), 2016 z Donbasem Donieck

Indywidualne
- WHL i CHL 1997/1998:
  - Bob Clarke Trophy - pierwsze miejsce w klasyfikacji strzelców w sezonie zasadniczym WHL: 66 goli
  - Pierwszy skład gwiazd WHL - Wschód
  - Four Broncos Memorial Trophy - zawodnik roku CHL
  - Pierwszy skład gwiazd CHL
  - Zawodnik roku CHL
- Puchar Spenglera 2009:
  - Skład gwiazd turnieju
- Turniej EIHC Węgry 2013:
  - Pierwsze miejsce w klasyfikacji asystentów: 3 asysty
  - Pierwsze miejsce w klasyfikacji kanadyjskiej: 5 punktów
  - Najbardziej Wartościowy Zawodnik (MVP)[7]